# Hugo Novoa Ramos
Hugo Novoa Ramos (nascut el 24 de gener de 2003) és un futbolista professional gallec que juga com a lateral dret o d'extrem al club de La Liga Deportivo Alavés.

## Carrera de club

### RB Leipzig
Nascut al poble de Bertamiráns a Ames, Galícia, Novoa es va formar al Bertamiráns FC i al Deportivo de La Corunya locals. El 2019, va rebutjar l'interès del Reial Madrid, el FC Barcelona i el València CF per fitxar pel RB Leipzig.
El maig de 2020, després d'haver contribuït amb cinc gols i vuit assistències en 18 partits amb l'equip sub-17 del Leipzig, va passar a entrenar amb el primer equip per a la temporada següent. El 13 d'agost, va ser convocat per primera vegada amb el primer equip sota la direcció de Julian Nagelsmann, i va quedar sense jugar en una victòria per 2-1 contra l'Atlètic de Madrid als quarts de final de la Lliga de Campions de la UEFA.
El 23 d'agost de 2021, Novoa va debutar a la 1. Bundesliga com a substitut de Christopher Nkunku al minut 85, i tres minuts més tard va marcar l'últim gol d'una victòria a casa per 4-1 contra l'SpVgg Greuther Fürth amb el primer toc de la seva carrera professional. Es va convertir en el golejador més jove del Leipzig, superant Joshua Kimmich per un mes. El 21 de gener següent, va ampliar el seu contracte dos anys més fins al 2024, i dos dies després va ser titular per primera vegada en una victòria per 2-0 a casa contra el VfL Wolfsburg.

#### Cessió al Basilea
El 4 de gener de 2023, Novoa va ampliar el seu contracte amb el Leipzig fins al juny de 2025 i, posteriorment, es va incorporar al Basilea suís fins al final de la temporada 2023-24. Es va unir al primer equip del Basilea durant les vacances d'hivern de la temporada 2022-23 sota la direcció de l'entrenador Alex Frei. Després de jugar dos partits de prova, Novoa va debutar a la lliga nacional amb el club, entrant al minut 71, durant el partit fora de casa al Kybunpark el 22 de gener, en un empat a 1 del Basilea contra el St. Gallen. La cessió es va rescindir abans d'hora al final de la temporada 2022-23 i Novoa va tornar al Leipzig amb la intenció que el club l'enviés a un altre equip amb una nova cessió.

#### Cessió al Utrecht
L'1 de setembre de 2023, Novoa va ser cedit al FC Utrecht dels Països Baixos. Al club, va ser convertit en lateral dret.

#### Cessió al Vila-real
El gener de 2024, Novoa va fitxar pel Vila-real CF B de la Segona Divisió en qualitat de cedit per a la resta de la temporada amb una opció de compra.

### Alavés
El juliol de 2024, Novoa es va incorporar al club Deportivo Alavés de primera divisió amb un contracte de cinc anys.

## Carrera internacional
Novoa és internacional juvenil amb la selecció espanyola, havent representat les seleccions sub-16, sub-17, sub-19 i sub-21.

## Palmarès
RB Leipzig
- Copa d'Alemanya: 2021–22[15]
- Supercopa DFL: 2023[16]